# Candelària Escolà
Candelària Escolà i Fontanet (Mollerussa, 16 de setembre de 1905 - Ciutat de Mèxic?, ?) va ser una mestra catalana compromesa amb la República i exiliada a Mèxic.

## Biografia
Era filla del dirigent republicà Jaume Escolà Torres, que morí a la presó de Lleida, als 54 anys. De ben jove col·laborà amb el quinzenari publicat a Mollerussa Urgell-Segarra, que havia sorgit en el context de radicalització del catalanisme, el 1918, en els sectors juvenils de la Societat Cultural L’Avenir, de Mollerussa.
Ja a Barcelona, prestà la seva col·laboració –al costat de Maria Solà i María Luz Morales– en la creació i gestió l'any 1931 de la Residència Internacional de Senyoretes Estudiants instal·lada al Palau de Pedralbes. L'estiu de 1933 entrà a formar part del Consell de l'Institut d'Acció Social Universitària Escolar de Catalunya, acabat de crear per la Generalitat de Catalunya per a dirigir i administrar les residències d’estudiants, tant les ja existents com les que s'havien de crear.
Durant la guerra civil, a finals de l'any 1936, es va fer càrrec de l'Ajut Infantil de Rereguardaa, una iniciativa de suport, integrada per elements de la UGT, FETE i la secció femenina del PSUC, que procurava habitatge, alimentació i abric a la infància en les situacions difícils de la guerra.
El novembre del 1937 s'integrà a la Unió de Dones de Catalunya (UDC), paral·lela a les altres associacions de dones antifeixistes a la resta de l'Estat, i entrà a formar part com a vocal del Comitè Executiu. Col·laborà amb la revista Companya, una revista editada per la mateixa UDC, que es publicà al llarg de divuit números entre els anys 1937 i 1938. Escolà es va fer càrrec de la secció «El Racó dels Nens».

## Exili
Candelària Escolà arribà a Mèxic, a la ciutat de Coatzacoalcos (Veracruz, Mèxic), el 26 de juliol de 1940 amb el vaixell Saint Domingue, que havia recollit el passatge a Fort-de-France (Martinica), del vaixell Cuba, el qual havia sortit de Bordeus el 19 de juny de 1940. Viatjà amb Jaume Tarrades i Barrera (Figueres, 1908) ceramista i escultor, amb qui s'havia casat.
Ja a l'exili treballà a l’Acadèmia Hispano-Mexicana de Ciutat de Mèxic i des de 1941, en què es va crear, va treballar al Colegio Madrid, una escola creada per refugiats espanyols, sobretot mestres de primària, arribats a Mèxic amb l'exili republicà. Inicialment era una institució de beneficència per ajudar els fills dels refugiats, però sempre va admetre alumnes espanyols i mexicans. Ciutat de Mèxic és la darrera residència coneguda de Candelària Escolà.